# Fuchshain
Fuchshain ist ein Ortsteil der sächsischen Stadt Naunhof im Landkreis Leipzig.

## Geografie

### Lage

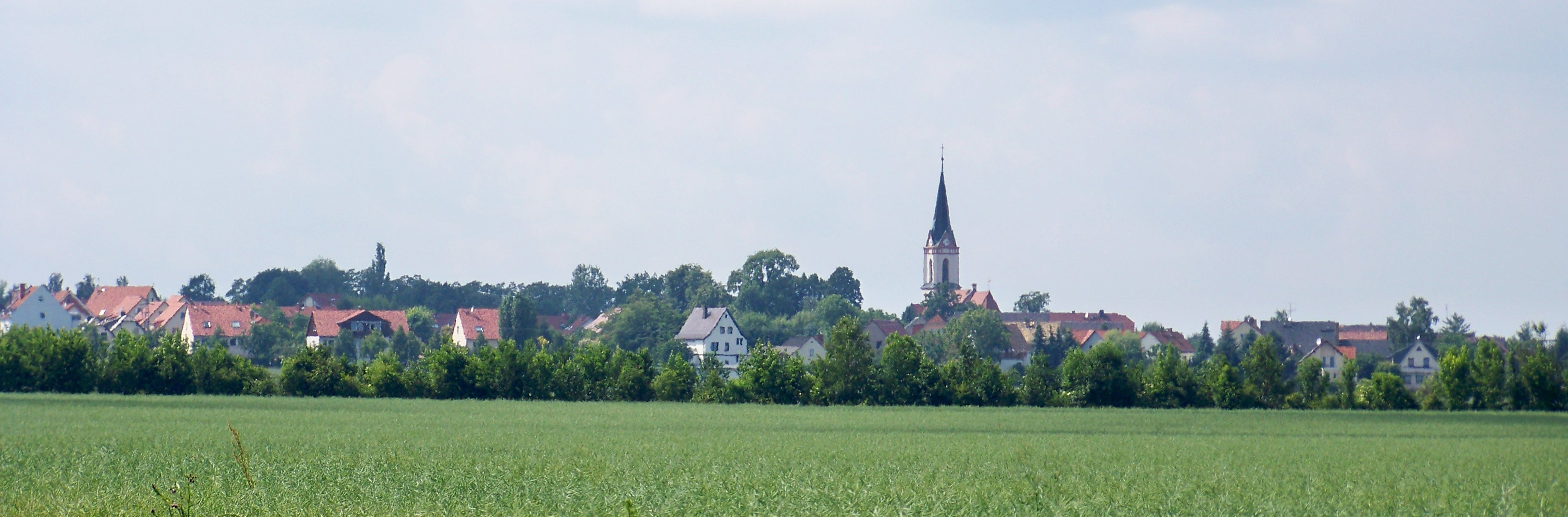
Blick auf Fuchshain

Fuchshain liegt etwa 12 Kilometer südöstlich der sächsischen Großstadt Leipzig in der Leipziger Tieflandsbucht. Nördlich der Ortslage verläuft die Bundesautobahn 38. Durch den Ort führt die Staatsstraße 46 Großsteinberg–Liebertwolkwitz, über die Kreisstraße 7901 besteht zudem Anschluss an Seifertshain.

### Nachbarorte
| Seifertshain |                                             | Albrechtshain |
|              | Kompassrose, die auf Nachbargemeinden zeigt | Naunhof       |
| Großpösna    | Threna                                      | Köhra         |

## Geschichte

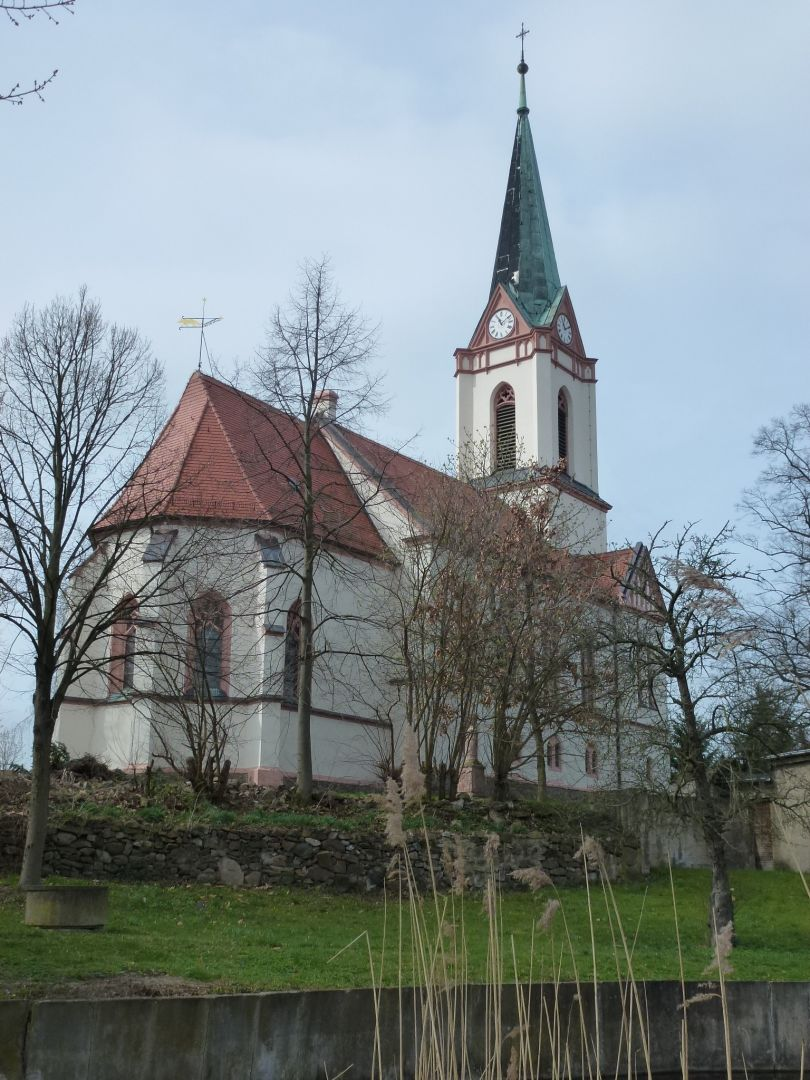
Kirche

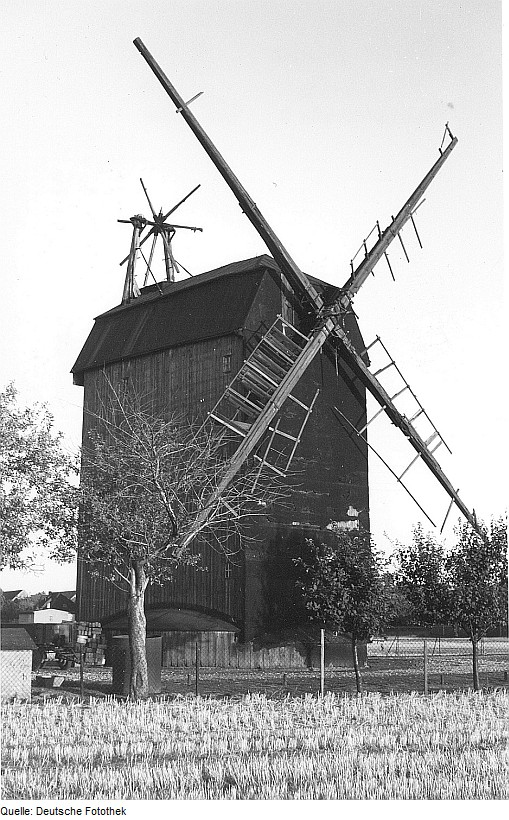
Paltrockmühle (1927 umgebaute Bockmühle)

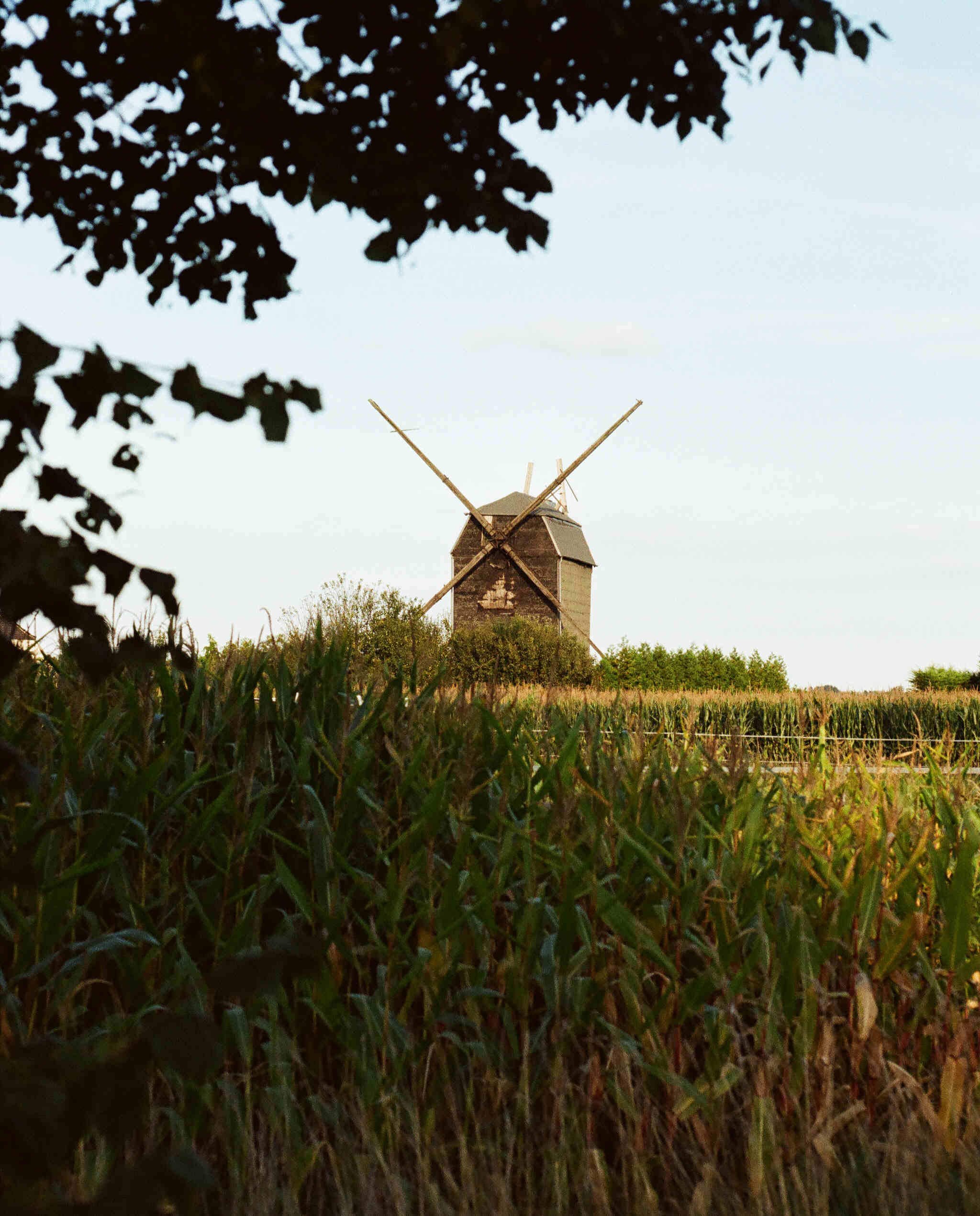
Paltrockmühle im Jahre 2011

Die erste belegte Ortsnamenform datiert von 1267 als Wuchshol. Diese Namensform weist höchstwahrscheinlich auf Höhlen, Einsenkungen oder Gruben hin, die um 1900 noch deutlich sichtbar gewesen sein sollen.
Die Entstehung des Dorfes steht, wie die meisten anderen der Umgegend, mit der Ansiedlung fränkischer und thüringischer Siedler in Zeit von 1200 bis 1250 in Verbindung. Jedoch soll dieser Ort sowie der gesamte Höhenzug, auf dem u. a. Fuchshain liegt, bereits vor dieser Kolonisation besiedelt gewesen sein. Um 700 bis 900 sollen vereinzelte Siedler germanischer Abstammung hier gelebt haben, wovon Steinwerkzeuge, die auf der Fuchshainer Höhe ausgegraben worden sind, zeugen.
In einer Sandgrube gefundene Urnen sollen ebenso auf die Sesshaftigkeit von „Sorbenwenden“ vor der Besiedelung im 13. Jahrhundert hinweisen.
Die früheste Nachricht über die Existenz eines Kirchenbaus in Fuchshainer datiert von 1521. In diesem Jahr wurde der Bau mit einem Altarraum an der Ostseite versehen, vordem bestand er lediglich aus Turm und Langhaus im Stile der Romanik.
August Schumann nennt 1816 im Staats-, Post- und Zeitungslexikon von Sachsen Fuchshain betreffend u. a.: 

„Es gehört schrifts. zum Rittergute Pomsen und hat eine Filialkirche von Seyfertshain; die Einwohner, 208 an der Zahl, besitzen 24 Hufen, 56 Pferde, 204 Kühe, 882 Schaafe; […].“

Albert Schiffner ergänzt 1828 u. a.: 

„Der Ort […] enthält ein kleines, doch einträgliches u. unsres Wissens mit eigener Schäferei versehenes Rittergutsvorwerk von Pomsen, einen Gasthof, eine Schmiede u. s. w., hat gegen 300 Bewohner, die auch viel Kohlgewächse bauen, und soll eine Thongrube besitzen.“

1902 erfolgte ein Abbruch mit anschließendem Neubau der Kirche. Am 8. November 1903 wurde die neue Kirche geweiht, die Baukosten beliefen sich auf 73 059,50 Mark. Die Orgel stammt von der Firma Schmeisser aus Rochlitz.
Zum 1. Januar 1999 wurde Fuchshain nach Naunhof eingemeindet.

## Entwicklung der Einwohnerzahl
| Jahr    | Einwohnerzahl                                     |
| ------- | ------------------------------------------------- |
| 1548/51 | 32 besessene Mann, 60 Inwohner, 25 Hufen          |
| 1764    | 31 besessene Mann, 4 Gärtner, 9 Häusler, 28 Hufen |
| 1834    | 307                                               |
| 1871    | 488                                               |
| 1890    | 481                                               |

| Jahr | Einwohnerzahl |
| ---- | ------------- |
| 1910 | 656           |
| 1925 | 623           |
| 1939 | 647           |
| 1946 | 876           |
| 1950 | 916           |

| Jahr | Einwohnerzahl |
| ---- | ------------- |
| 1964 | 670           |
| 1990 | 645           |
| 1993 | 643           |
| 1995 | 846           |
| 1998 | 1172          |

## Söhne und Töchter der Gemeinde
- Klaus Wolf (* 12. August 1938), ehem. Minister für Post- und Fernmeldewesen der DDR